# Nacionalismo finlandés
Se denomina nacionalismo finlandés al fenómeno político de carácter nacionalista en Finlandia. Se le distingue por sus objetivos y momento histórico del nacionalismo finés, denominación dada al despertar nacional de mediados del siglo XIX, resultado de miembros de las clases altas de habla sueca que eligieron deliberadamente promover la cultura y el idioma fineses como un medio para la construcción de la nación, es decir, para establecer un sentimiento de unidad entre todas las personas en Finlandia, logrando así la independencia de su país del Gobierno Provisional Ruso durante la Revolución de Octubre, desembocando así en la guerra civil finlandesa.
Como otros movimientos nacionalistas europeos modernos, el nacionalismo finlandés se identifica con el conservadurismo, el euroescepticismo, y es en gran medida contrario al globalismo, la inmigración y el Islam. El Partido de los Finlandeses (líder de la oposición parlamentaria, anteriormente conocido como Verdaderos Finlandeses) y el extraparlamentario Primero el Pueblo Finlandés representan el nacionalismo finlandés en la política de Finlandia.
Entre otras, en el año 2000 se fundó Suomen Sisu, una asociación que busca promover el nacionalismo finlandés.
- Datos: Q111737362